# Ratemiidae
Ratemiidae – rodzina skórnych pasożytów ssaków należących do rzędu Phthiraptera. Powodują chorobę zwaną wszawicą. 
Ratemiidae stanowią rodzinę składającą się obecnie z 1 rodzaju:
- Ratemia - rodzaj ten obecnie składa się z 3 gatunków
  - Ratemia squamulata